# Honda Indy Grand Prix of Alabama 2012
Der Honda Indy Grand Prix of Alabama 2012 fand am 1. April im Barber Motorsports Park in Birmingham, Alabama, Vereinigte Staaten statt und war das zweite Rennen der IndyCar-Series-Saison 2012.

## Berichte

### Hintergrund
Nach dem Honda Grand Prix of St. Petersburg führte Hélio Castroneves in der Fahrerwertung mit 8 Punkten vor Scott Dixon und 15 Punkten auf Ryan Hunter-Reay. Bei den Motorenherstellern führte Chevrolet mit 3 Punkten vor Honda und mit 5 Punkten vor Lotus.
Mit Castroneves und Will Power (je einmal) traten alle bisherigen Sieger zu diesem Grand Prix an.

### Training
Im ersten Training fuhr Power die schnellste Zeit vor seinem Teamkollegen Castroneves und Takuma Satō. Das zweite Training fand unter regnerischen Verhältnissen statt. Satō erzielte die schnellste Zeit gleich zu Beginn des Trainings. Zweiter wurde Sébastien Bourdais vor Dixon. Am ersten Trainingstag wurde der Motor bei Oriol Servià aufgrund eines Schadens gewechselt. In der Startaufstellung wurde er somit um zehn Positionen nach hinten versetzt.
Im dritten Training, das am Samstagmorgen stattfand, wurde von Nebel überschattet, weshalb die Fahrer nur eine Installationsrunde fuhren.

### Qualifying
Der erste Abschnitt des Zeitentrainings wurde in zwei Gruppen ausgetragen. Die sechs schnellsten Piloten jeder Gruppe kamen ins zweite Segment. Die restlichen Startpositionen wurden aus dem Ergebnis des ersten Qualifyingabschnitts bestimmt, wobei den Fahrern der ersten Gruppe die ungeraden Positionen ab 13, und den Fahrern der zweiten Gruppe die geraden Positionen ab 14 zugewiesen wurden. In der ersten Gruppe fuhr Mike Conway die schnellste Runde, in der zweiten Gruppe war Power der schnellste Pilot. Alle Lotus-Piloten schieden in diesem Segment aus. Power und Dixon waren die einigen Piloten, die eine Zeit unter 1:10 Minuten fuhren.
Im zweiten Segment der Qualifikation qualifizierten sich die sechs schnellsten Fahrer für den finalen Abschnitt. Der Abschnitt wurde mit der roten Flagge abgebrochen, nachdem Hunter-Reay einen Unfall hatte. Zu diesem Zeitpunkt hatten noch nicht alle Piloten ihre schnellste Runde absolviert. Power und Dixons fuhren in diesem Moment ihre schnellste Zeit. Diese wurde jedoch von der Rennleitung gestrichen. Power fiel damit aus den Top 6 hinaus. Der Abschnitt wurde nicht mehr wieder gestartet. Castroneves war der schnellste Pilot. Neben ihn schafften es James Hinchcliffe, J. R. Hildebrand, Conway, Tony Kanaan und Dixon in den letzten Abschnitt. In dem so genannten Firestone Fast Six waren somit zwei Honda- und vier Chevrolet-Piloten.
Castroneves erzielte schließlich die Pole-Position vor Hinchcliffe und Dixon.
Im Anschluss an das Qualifying wurde bei Alex Tagliani ein Motorschaden festgestellt, weshalb der Motor gewechselt wurde. Tagliani wurde darauf in der Startaufstellung um zehn Positionen nach hinten versetzt.

### Abschlusstraining
Im Abschlusstraining fuhr Simon Pagenaud die schnellste Runde vor Power und Satō. Das Warm Up wurde nach Ausritten von Hunter-Reay und Bourdais mit der roten Flagge unterbrochen.

### Rennen
Beim Start behielt Castroneves die Führung. Für Tagliani war das Rennen bereits in der ersten Runde beendet, nachdem er auf der Strecke ausgerollt war. Zur Bergung des Fahrzeugs kam es sofort zu einer Gelbphase.
Power, der vom neunten Platz ins Rennen gegangen war, begann auf der härteren Reifenmischung, den „Blacks“. Alle anderen Piloten im vorderen Feld starteten auf der weicheren Mischung, den „Reds“. Bei der ersten Boxenstoppphase, die unter Renntempo stattfand, wechselte er auf Reds. Es war ein schneller Stopp und er verbesserte sich auf den sechsten Platz. Wenig später überholte er Kanaan auf der Strecke in der fünften Kurve, die als klassische Überholstelle der Rennstrecke gilt. Castroneves, der das Rennen auf den Reds begonnen hatte, verlor bei den ersten Stopps die Führung an Dixon. Powers zweiter Stopp unter Renntempo, der vor Rennhalbzeit stattfand, brachte ihn, nachdem auch seine Gegner an der Box waren, auf Platz zwei. In der 53. Runde fiel Satō aus. Er stellte sein Fahrzeug am Streckenrand ab. Da keine Gefahr für die anderen Piloten bestand, wurde keine Gelbphase ausgelöst.
Sein dritter Boxenstopp brachte Power in Führung. Dabei profitierte er von einem problembelasteten Boxenstopp von Dixon, der einige Sekunden verlor, da die Radmutter des rechten Hinterrads dem Mechaniker vom Schlagschrauber gefallen war. Hinchcliffe belegte zwischenzeitlich den dritten Platz. In der 67. Runde kam es zur zweiten Gelbphase, nachdem Katherine Legge sich auf der Strecke gedreht hatte. Dadurch rückte das Feld näher zusammen.
Beim Restart versuchte Dixon an Power vorbeizugehen, doch dieser beanspruchte die Innenseite für sich, drängte Dixon leicht ab und behielt die Führung. Unter anderem verlor Hinchcliffe einige Positionen und fiel auf den sechsten Platz zurück. Rubens Barrichello machte beim Restart drei Positionen gut und fuhr in der Schlussphase gute Rundenzeiten und kam noch an einigen Gegnern vorbei. Ebenfalls gute Leistungen in der Schlussphase zeigte Bourdais, der als einziger Lotus-Pilot in den Top 10 fuhr.
Power gewann das Rennen schließlich nach einer starken Fahrt mit der passenden Strategie. Dixon wurde mit den meisten Führungsrunden Zweiter vor Castroneves. Graham Rahal und Pagenaud komplettierten die Top 5. Es war das erste Top-5-Ergebnis für Pagenaud. Die Top 10 vervollständigten Hinchcliffe, Conway, Barrichello, Bourdais und Dario Franchitti, der kurz vor Rennende an Marco Andretti vorbeigefahren war. Es war die erste Top-10-Platzierung von Barrichello. Mit Bourdais kam erstmals ein Lotus-Pilot innerhalb der ersten Zehn ins Ziel.
Castroneves behielt die Führung in der Fahrerwertung vor Dixon. Power rückte auf den dritten Platz vor. In der Herstellerwertung blieben die Positionen unverändert.

## Meldeliste
Alle Teams und Fahrer verwendeten das Chassis Dallara DW12 mit einem Aero-Kit von Dallara und Reifen von Firestone.
| Team                                   | Nr. | Fahrer              | Motor     |
| -------------------------------------- | --- | ------------------- | --------- |
| Team Penske                            | 02  | Ryan Briscoe        | Chevrolet |
| Team Penske                            | 03  | Hélio Castroneves   | Chevrolet |
| Team Penske                            | 12  | Will Power          | Chevrolet |
| Panther Racing                         | 04  | J. R. Hildebrand    | Chevrolet |
| KV Racing Technology                   | 05  | E. J. Viso          | Chevrolet |
| KV Racing Technology                   | 08  | Rubens Barrichello  | Chevrolet |
| KV Racing Technology                   | 11  | Tony Kanaan         | Chevrolet |
| Lotus-Dragon Racing                    | 06  | Katherine Legge     | Lotus     |
| Lotus-Dragon Racing                    | 07  | Sébastien Bourdais  | Lotus     |
| Target Chip Ganassi Racing             | 9   | Scott Dixon         | Honda     |
| Target Chip Ganassi Racing             | 10  | Dario Franchitti    | Honda     |
| A. J. Foyt Enterprises                 | 14  | Mike Conway         | Honda     |
| Rahal Letterman Lanigan                | 15  | Takuma Satō         | Honda     |
| Dale Coyne Racing                      | 18  | Justin Wilson       | Honda     |
| Dale Coyne Racing                      | 19  | James Jakes         | Honda     |
| Ed Carpenter Racing                    | 20  | Ed Carpenter        | Chevrolet |
| Lotus – DRR                            | 22  | Oriol Servià        | Lotus     |
| Andretti Autosport                     | 26  | Marco Andretti      | Chevrolet |
| Andretti Autosport                     | 27  | James Hinchcliffe   | Chevrolet |
| Andretti Autosport                     | 28  | Ryan Hunter-Reay    | Chevrolet |
| Service Central Chip Ganassi Racing    | 38  | Graham Rahal        | Honda     |
| Sarah Fisher Hartman Racing            | 67  | Josef Newgarden     | Honda     |
| Schmidt-Hamilton Motorsports           | 77  | Simon Pagenaud      | Honda     |
| Lotus-HVM Racing                       | 78  | Simona de Silvestro | Lotus     |
| Novo Nordisk Chip Ganassi Racing       | 83  | Charlie Kimball     | Honda     |
| Bryan Herta Autosport w/Curb-Agajanian | 98  | Alex Tagliani       | Lotus     |

Quelle: 

## Klassifikationen

### Qualifying
| Pos. | Fahrer              | Team                                   | Fahrzeug          | Gruppe 1  | Gruppe 2  | Top 12     | FF6       | Start |
| ---- | ------------------- | -------------------------------------- | ----------------- | --------- | --------- | ---------- | --------- | ----- |
| 01   | Hélio Castroneves   | Team Penske                            | Dallara-Chevrolet | 1:10,4196 | —         | 1:09,9211  | 1:10,4768 | 01    |
| 02   | James Hinchcliffe   | Andretti Autosport                     | Dallara-Chevrolet | —         | 1:10,0465 | 1:10,2432  | 1:10,5222 | 02    |
| 03   | Scott Dixon         | Target Chip Ganassi Racing             | Dallara-Honda     | —         | 1:09,9626 | 1:11,2710  | 1:10,5291 | 03    |
| 04   | Mike Conway         | A. J. Foyt Enterprises                 | Dallara-Honda     | 1:10,3861 | —         | 1:10,4945  | 1:10,8791 | 04    |
| 05   | J. R. Hildebrand    | Panther Racing                         | Dallara-Chevrolet | 1:10,5546 | —         | 1:10,3243  | 1:11,0759 | 05    |
| 06   | Tony Kanaan         | KV Racing Technology                   | Dallara-Chevrolet | —         | 1:10,5233 | 1:10,5873  | 1:11,3740 | 06    |
| 07   | E. J. Viso          | KV Racing Technology                   | Dallara-Chevrolet | 1:10,5450 | —         | 1:11,5257  | —         | 07    |
| 08   | Graham Rahal        | Service Central Chip Ganassi Racing    | Dallara-Honda     | 1:10,4152 | —         | 1:11,5841  | —         | 08    |
| 09   | Will Power          | Team Penske                            | Dallara-Chevrolet | —         | 1:09,8529 | 1:12,0098  | —         | 09    |
| 10   | Simon Pagenaud      | Schmidt-Hamilton Motorsports           | Dallara-Honda     | 1:10,5176 | —         | 1:14,2839  | —         | 10    |
| 11   | Ryan Hunter-Reay    | Andretti Autosport                     | Dallara-Chevrolet | —         | 1:10,3810 | keine Zeit | —         | 11    |
| 12   | Ryan Briscoe        | Team Penske                            | Dallara-Chevrolet | —         | 1:10,4862 | keine Zeit | —         | 12    |
| 13   | Marco Andretti      | Andretti Autosport                     | Dallara-Chevrolet | 1:10,6512 | —         | —          | —         | 13    |
| 14   | Rubens Barrichello  | KV Racing Technology                   | Dallara-Chevrolet | —         | 1:10,5664 | —          | —         | 14    |
| 15   | Josef Newgarden     | Sarah Fisher Hartman Racing            | Dallara-Honda     | 1:10,6851 | —         | —          | —         | 15    |
| 16   | Takuma Satō         | Rahal Letterman Lanigan                | Dallara-Honda     | —         | 1:10,6111 | —          | —         | 16    |
| 17   | Sébastien Bourdais  | Lotus-Dragon Racing                    | Dallara-Lotus     | 1:10,7255 | —         | —          | —         | 17    |
| 18   | Dario Franchitti    | Target Chip Ganassi Racing             | Dallara-Honda     | —         | 1:10,6749 | —          | —         | 18    |
| 19   | Justin Wilson       | Dale Coyne Racing                      | Dallara-Honda     | 1:11,5524 | —         | —          | —         | 19    |
| 20   | James Jakes         | Dale Coyne Racing                      | Dallara-Honda     | —         | 1:10,7526 | —          | —         | 20    |
| 21   | Simona de Silvestro | Lotus-HVM Racing                       | Dallara-Lotus     | 1:11,5721 | —         | —          | —         | 21    |
| 22   | Charlie Kimball     | Novo Nordisk Chip Ganassi Racing       | Dallara-Honda     | —         | 1:11,3594 | —          | —         | 22    |
| 23   | Alex Tagliani       | Bryan Herta Autosport w/Curb-Agajanian | Dallara-Lotus     | 1:12,5778 | —         | —          | —         | 25    |
| 24   | Ed Carpenter        | Ed Carpenter Racing                    | Dallara-Chevrolet | —         | 1:11,8672 | —          | —         | 23    |
| 25   | Katherine Legge     | Lotus-Dragon Racing                    | Dallara-Lotus     | 1:13,6457 | —         | —          | —         | 24    |
| 26   | Oriol Servià        | Lotus – DRR                            | Dallara-Lotus     | —         | 1:13,3349 | —          | —         | 26    |

Anmerkungen
1. ↑  Alex Tagliani wurde aufgrund eines vorzeitigen Motorenwechsels um zehn Positionen nach hinten versetzt.
2. ↑  Oriol Servià wurde aufgrund eines vorzeitigen Motorenwechsels um zehn Positionen nach hinten versetzt.

Quellen: 

### Rennen
| Pos. | Fahrer              | Team                                   | Fahrzeug          | Runden | Zeit          | Start | Führungsrunden |
| ---- | ------------------- | -------------------------------------- | ----------------- | ------ | ------------- | ----- | -------------- |
| 01   | Will Power          | Team Penske                            | Dallara-Chevrolet | 90     | 02:01:40,1127 | 09    | 22             |
| 02   | Scott Dixon         | Target Chip Ganassi Racing             | Dallara-Honda     | 90     | + 3,3709      | 03    | 38             |
| 03   | Hélio Castroneves   | Team Penske                            | Dallara-Chevrolet | 90     | + 19,1150     | 01    | 28             |
| 04   | Graham Rahal        | Service Central Chip Ganassi Racing    | Dallara-Honda     | 90     | + 19,3402     | 08    | 01             |
| 05   | Simon Pagenaud      | Schmidt-Hamilton Motorsports           | Dallara-Honda     | 90     | + 20,1050     | 10    | 0              |
| 06   | James Hinchcliffe   | Andretti Autosport                     | Dallara-Chevrolet | 90     | + 23,3093     | 02    | 01             |
| 07   | Mike Conway         | A. J. Foyt Enterprises                 | Dallara-Honda     | 90     | + 24,5552     | 04    | 0              |
| 08   | Rubens Barrichello  | KV Racing Technology                   | Dallara-Chevrolet | 90     | + 25,4023     | 14    | 0              |
| 09   | Sébastien Bourdais  | Lotus-Dragon Racing                    | Dallara-Lotus     | 90     | + 27,1815     | 17    | 0              |
| 10   | Dario Franchitti    | Target Chip Ganassi Racing             | Dallara-Honda     | 90     | + 32,7377     | 18    | 0              |
| 11   | Marco Andretti      | Andretti Autosport                     | Dallara-Chevrolet | 90     | + 33,5038     | 13    | 0              |
| 12   | Ryan Hunter-Reay    | Andretti Autosport                     | Dallara-Chevrolet | 90     | + 35,8730     | 11    | 0              |
| 13   | Oriol Servià        | Lotus – DRR                            | Dallara-Lotus     | 90     | + 37,8944     | 26    | 0              |
| 14   | Ryan Briscoe        | Team Penske                            | Dallara-Chevrolet | 90     | + 41,6742     | 12    | 0              |
| 15   | J. R. Hildebrand    | Panther Racing                         | Dallara-Chevrolet | 90     | + 44,5059     | 05    | 0              |
| 16   | James Jakes         | Dale Coyne Racing                      | Dallara-Honda     | 90     | + 54,5343     | 20    | 0              |
| 17   | Josef Newgarden     | Sarah Fisher Hartman Racing            | Dallara-Honda     | 90     | + 1:00,6182   | 15    | 0              |
| 18   | E. J. Viso          | KV Racing Technology                   | Dallara-Chevrolet | 89     | + 1 Runde     | 07    | 0              |
| 19   | Justin Wilson       | Dale Coyne Racing                      | Dallara-Honda     | 89     | + 1 Runde     | 19    | 0              |
| 20   | Simona de Silvestro | Lotus-HVM Racing                       | Dallara-Lotus     | 89     | + 1 Runde     | 21    | 0              |
| 21   | Tony Kanaan         | KV Racing Technology                   | Dallara-Chevrolet | 89     | + 1 Runde     | 06    | 0              |
| 22   | Ed Carpenter        | Ed Carpenter Racing                    | Dallara-Chevrolet | 88     | + 2 Runden    | 23    | 0              |
| 23   | Katherine Legge     | Lotus-Dragon Racing                    | Dallara-Lotus     | 85     | + 5 Runden    | 24    | 0              |
| 24   | Takuma Satō         | Rahal Letterman Lanigan                | Dallara-Honda     | 52     | DNF           | 16    | 0              |
| 25   | Charlie Kimball     | Novo Nordisk Chip Ganassi Racing       | Dallara-Honda     | 45     | DNF           | 22    | 0              |
| 26   | Alex Tagliani       | Bryan Herta Autosport w/Curb-Agajanian | Dallara-Lotus     | 0      | DNF           | 25    | 0              |

Quellen: 

#### Führungsabschnitte
| Abschnitt | Runden | Fahrer            |
| --------- | ------ | ----------------- |
| 01        | 1–24   | Hélio Castroneves |
| 02        | 25     | James Hinchcliffe |
| 03        | 26     | Graham Rahal      |
| 04        | 27–47  | Scott Dixon       |
| 05        | 48–49  | Hélio Castroneves |
| 06        | 50–65  | Scott Dixon       |
| 07        | 66–67  | Hélio Castroneves |
| 08        | 68–73  | Will Power        |
| 09        | 74     | Scott Dixon       |
| 10        | 75–90  | Will Power        |

Quellen: 

#### Gelbphasen
| Nr. | Dauer | Runden | Grund für Gelbphase                        |
| --- | ----- | ------ | ------------------------------------------ |
| 1   | 1–3   | 3      | Stillstand: Alex Tagliani (#98) in Kurve 4 |
| 2   | 67–73 | 7      | Dreher: Katherine Legge (#6) in Kurve 9    |

Quellen: 

## Punktestände nach dem Rennen

### Fahrerwertung
Die Punktevergabe wird hier erläutert.
| Pos. | Fahrer            | Punkte |
| ---- | ----------------- | ------ |
| 01.  | Hélio Castroneves | 86     |
| 02.  | Scott Dixon       | 84     |
| 03.  | Will Power        | 77     |
| 04.  | James Hinchcliffe | 60     |
| 05.  | Simon Pagenaud    | 58     |
| 06.  | Ryan Hunter-Reay  | 53     |
| 07.  | Graham Rahal      | 50     |
| 08.  | Ryan Briscoe      | 46     |
| 09.  | Mike Conway       | 38     |

| Pos. | Fahrer             | Punkte |
| ---- | ------------------ | ------ |
| 10.  | Rubens Barrichello | 37     |
| 11.  | Dario Franchitti   | 37     |
| 12.  | E. J. Viso         | 36     |
| 13.  | Marco Andretti     | 35     |
| 14.  | Sébastien Bourdais | 34     |
| 15.  | Charlie Kimball    | 32     |
| 16.  | Justin Wilson      | 32     |
| 17.  | Josef Newgarden    | 32     |
| 18.  | Oriol Servià       | 31     |

| Pos. | Fahrer              | Punkte |
| ---- | ------------------- | ------ |
| 19.  | J. R. Hildebrand    | 27     |
| 20.  | Alex Tagliani       | 25     |
| 21.  | James Jakes         | 24     |
| 22.  | Ed Carpenter        | 24     |
| 23.  | Simona de Silvestro | 24     |
| 24.  | Takuma Satō         | 24     |
| 25.  | Katherine Legge     | 24     |
| 26.  | Tony Kanaan         | 22     |

### Herstellerwertung
| Pos. | Hersteller | Punkte |
| ---- | ---------- | ------ |
| 01.  | Chevrolet  | 18     |
| 02.  | Honda      | 12     |
| 03.  | Lotus      | 8      |